# كاسبين (مقاطعة فريدونكنار)
كاسبين (بالفارسية: مجتمع مسکونی خزر شهر) هي منطقة سكنية تقع في مازندران في إيران. يقدر عدد سكانها بـ 115 نسمة .